# Кременец (Логойский район)
Кременец (бел. Крамяне́ц) — деревня в Логойском районе Минской области Беларуси. В составе Янушковичского сельсовета.

## География
Пролегает дорога Н-8751.

### Гидрография
Недалеко протекает река Выпрата.

## История
В 1904 году в Хотенчицской волости Вилейского уезда Виленской губернии.
До 14 апреля 1959 года деревня входила в состав Калачевского сельсовета.

## Население

### Численность
- 2009 год — 175 жителей

### Динамика
- 1999 год — 213 жителей (перепись населения)
- 2009 год — 175 жителей (перепись населения)[2]

## Улицы
- Восточная
- Луговая
- Полевая
- Садовая
- Центральная
- Школьная

## Достопримечательность
Камень-следовик периода бронзового века, 0,6 км к северу от д. Кременец —  Историко-культурная ценность Республики Беларусь, .
Святой камень у д. Кременец охраняется государством как уникальный памятник природы с 1987 года. У камня установлен охранный знак, а в деревне — указатель, в каком направлении идти к камню.
В 2016 году Традиции почитания Святого камня в д. Кременец придан статус нематериальной историко-культурной ценности. Она была включена в Государственный список историко-культурных ценностей Республики Беларусь ( Историко-культурная ценность Республики Беларусь, ).